# Liste des monuments historiques de Lennik
Cette page regroupe l'ensemble des monuments classés de la ville de Lennik.
| Objet                                        | Statut du classement? | Année de construction/architecte | Section communale                         | Adresse                                            | Coordonnées                      | Numéro d'inventaire | Illustration                                 |
| -------------------------------------------- | --------------------- | -------------------------------- | ----------------------------------------- | -------------------------------------------------- | -------------------------------- | ------------------- | -------------------------------------------- |
| Église Notre-Dame de Gaesbeek                | Oui                   |                                  | Gaasbeek                                  | Donkerstraat (rue Sombre)                          | 50° 48′ 00″ nord, 4° 11′ 22″ est | 39926               | Église Notre-Dame de Gaesbeek                |
| (nl) Schandpaal                              |                       |                                  | Gaasbeek                                  | Donkerstraat                                       | 50° 47′ 59″ nord, 4° 11′ 19″ est | 39927               | Téléverser                                   |
| Château de Gaesbeek                          | Oui                   |                                  | Gaasbeek                                  | Kasteelstraat 40 (rue du Château)                  | 50° 47′ 47″ nord, 4° 11′ 49″ est | 39928               | Château de Gaesbeek                          |
| (nl) Café De Molensteen                      |                       |                                  | Gaasbeek                                  | Donkerstraat 20                                    | 50° 47′ 59″ nord, 4° 11′ 22″ est | 39929               | Téléverser                                   |
| (nl) Waterhof                                |                       |                                  | Gaasbeek                                  | Donkerstraat 8                                     | 50° 48′ 05″ nord, 4° 11′ 37″ est | 39930               | Téléverser                                   |
| (nl) Hoevetje                                |                       |                                  | Gaasbeek                                  | Losgatstraat 18                                    | 50° 48′ 00″ nord, 4° 10′ 54″ est | 39931               | Téléverser                                   |
| (nl) Baljuwhuis, waterkasteel                | Oui                   |                                  | Gaasbeek                                  | Onderstraat 14                                     | 50° 47′ 48″ nord, 4° 11′ 38″ est | 39932               | (nl) Baljuwhuis, waterkasteel                |
| (nl) Baljuwhuis, waterkasteel                | Oui                   |                                  | Gaasbeek                                  | Onderstraat 16                                     | 50° 47′ 48″ nord, 4° 11′ 38″ est | 39932               | Téléverser                                   |
| (nl) Het Neerhof                             |                       |                                  | Gaasbeek                                  | Onderstraat 16                                     | 50° 47′ 48″ nord, 4° 11′ 38″ est | 39933               | Téléverser                                   |
| (nl) Dubbelhuis, 't Vijvershof               |                       |                                  | Gaasbeek                                  | Onderstraat 21                                     | 50° 47′ 49″ nord, 4° 11′ 41″ est | 39934               | Téléverser                                   |
| (nl) Bosselkenhof, gesloten hoeve            |                       |                                  | Gaasbeek                                  | Oudenaaksestraat 20                                | 50° 47′ 32″ nord, 4° 11′ 17″ est | 39935               | Téléverser                                   |
| (nl) Hof te Rammeken, semi-gesloten hoeve    |                       |                                  | Gaasbeek                                  | Oudenaaksestraat 25                                | 50° 47′ 24″ nord, 4° 11′ 27″ est | 39936               | Téléverser                                   |
| Église Saint-Quentin de Lennik-Saint-Quentin | Oui                   |                                  | Lennik-Saint-Quentin                      | Deken Verbesseltstraat 13                          | 50° 48′ 24″ nord, 4° 09′ 16″ est | 39937               | Église Saint-Quentin de Lennik-Saint-Quentin |
| (nl) Frans-classicistisch kasteel            | Oui                   |                                  | Lennik-Saint-Quentin                      | Alfred Algoetstraat 43                             | 50° 48′ 22″ nord, 4° 09′ 32″ est | 39938               | Téléverser                                   |
| (nl) Dekenij                                 |                       |                                  | Lennik-Saint-Quentin                      | Andreas Masiusplein 9                              | 50° 48′ 27″ nord, 4° 09′ 12″ est | 39939               | Téléverser                                   |
| (nl) Dubbelhuis                              | Oui                   |                                  | Lennik-Saint-Quentin                      | Alfred Algoetstraat 2A                             | 50° 48′ 21″ nord, 4° 09′ 21″ est | 39940               | Téléverser                                   |
| (nl) Dubbelhuis                              | Oui                   |                                  | Sint-Kwintens-Lennik                      | Alfred Algoetstraat 4                              | 50° 48′ 21″ nord, 4° 09′ 21″ est | 39940               | Téléverser                                   |
| (nl) Boerenhuis                              | Oui                   |                                  | Sint-Kwintens-Lennik                      | Alfred Algoetstraat 31                             | 50° 48′ 20″ nord, 4° 09′ 28″ est | 39941               | Téléverser                                   |
| (nl) Boerenhuis                              |                       |                                  | Sint-Kwintens-Lennik                      | Alfred Algoetstraat 45                             | 50° 48′ 24″ nord, 4° 09′ 36″ est | 39942               | Téléverser                                   |
| (nl) Boerenhuis                              |                       |                                  | Sint-Kwintens-Lennik                      | Alfred Algoetstraat 47                             | 50° 48′ 24″ nord, 4° 09′ 36″ est | 39942               | Téléverser                                   |
| (nl) Boerenhuis                              |                       |                                  | Sint-Kwintens-Lennik                      | Alfred Algoetstraat 110                            | 50° 48′ 30″ nord, 4° 09′ 51″ est | 39943               | Téléverser                                   |
| (nl) Beekmanshof, gesloten hoeve             |                       |                                  | Sint-Kwintens-Lennik                      | Gustaaf Breynaertstraat 2                          | 50° 49′ 21″ nord, 4° 09′ 03″ est | 39944               | Téléverser                                   |
| (nl) Molenaarshuis                           |                       |                                  | Sint-Kwintens-Lennik                      | Lombeeksesteenweg 25                               | 50° 48′ 59″ nord, 4° 07′ 35″ est | 39948               | Téléverser                                   |
| (nl) Hoeve                                   |                       |                                  | Sint-Kwintens-Lennik                      | Frans Luckxstraat 29                               | 50° 47′ 33″ nord, 4° 08′ 56″ est | 39949               | Téléverser                                   |
| (nl) Het Kuipershof, hoevetje                |                       |                                  | Sint-Kwintens-Lennik                      | Frans Luckxstraat 55                               | 50° 47′ 27″ nord, 4° 09′ 10″ est | 39950               | Téléverser                                   |
| (nl) Rijhuis                                 |                       |                                  | Sint-Kwintens-Lennik                      | Markt 8                                            | 50° 48′ 19″ nord, 4° 09′ 20″ est | 39951               | Téléverser                                   |
| (nl) Dubbelhuis                              | Oui                   |                                  | Sint-Kwintens-Lennik                      | Markt 9                                            | 50° 48′ 20″ nord, 4° 09′ 19″ est | 39952               | Téléverser                                   |
| (nl) Gesloten hoeve                          |                       |                                  | Sint-Kwintens-Lennik                      | Assesteenweg 25                                    | 50° 48′ 44″ nord, 4° 08′ 05″ est | 39954               | Téléverser                                   |
| (nl) Gebouw                                  |                       |                                  | Sint-Kwintens-Lennik                      | Assesteenweg 192                                   | 50° 49′ 54″ nord, 4° 08′ 34″ est | 39957               | Téléverser                                   |
| (nl) Hoevegebouwen met Heilig Hartkapel      |                       |                                  | Sint-Kwintens-Lennik                      | Jan Baptist Van der Lindenstraat 44                | 50° 48′ 14″ nord, 4° 09′ 29″ est | 39958               | Téléverser                                   |
| (nl) Boerenhuis                              |                       |                                  | Sint-Kwintens-Lennik                      | Frans Van der Steenstraat 19                       | 50° 48′ 17″ nord, 4° 09′ 16″ est | 39960               | Téléverser                                   |
| (nl) In den Plezanten hof, hoevegebouwen     |                       |                                  | Sint-Kwintens-Lennik                      | rue Frans Van der Steenstraat 43                   | 50° 48′ 11″ nord, 4° 09′ 16″ est | 39961               | Téléverser                                   |
| (nl) Woning                                  |                       |                                  | Sint-Kwintens-Lennik                      | rue Gustaaf Van der Steenstraat 94                 | 50° 48′ 08″ nord, 4° 10′ 26″ est | 39962               | Téléverser                                   |
| (nl) Dubbelhuis                              |                       |                                  | Sint-Kwintens-Lennik                      | Zavelstraat 7                                      | 50° 48′ 15″ nord, 4° 09′ 00″ est | 39963               | Téléverser                                   |
| (nl) Hof te Bree-eik                         | Oui                   |                                  | Sint-Kwintens-Lennik                      | Bree-eik 16                                        | 50° 47′ 03″ nord, 4° 08′ 46″ est | 39966               | Téléverser                                   |
| (nl) Hof te Bree-eik                         | Oui                   |                                  | Sint-Kwintens-Lennik                      | Bree-eik 20                                        | 50° 47′ 03″ nord, 4° 08′ 46″ est | 39966               | Téléverser                                   |
| (nl) Gesloten hoeve 1861                     |                       |                                  | Sint-Kwintens-Lennik                      | rue Longue/Langestraat 73                          | 50° 47′ 27″ nord, 4° 08′ 55″ est | 39967               | Téléverser                                   |
| (nl) Parochiekerk Sint-Ursula                | Oui                   |                                  | Sint-Kwintens-Lennik                      | rue Frans Baetensstraat                            | 50° 49′ 54″ nord, 4° 08′ 26″ est | 39968               | Téléverser                                   |
| (nl) Kasteel                                 | Oui                   |                                  | Sint-Kwintens-Lennik                      | rue du Lieutenant Jacops/Luitenant Jacopsstraat 27 | 50° 49′ 50″ nord, 4° 08′ 16″ est | 39969               | Téléverser                                   |
| (nl) Pastorie, dubbelhuis                    | Oui                   |                                  | Sint-Kwintens-Lennik                      | Frans Baetensstraat 50                             | 50° 49′ 53″ nord, 4° 08′ 28″ est | 39970               | Téléverser                                   |
| (nl) Hof te Ilingen, gesloten hoeve          |                       |                                  | Sint-Kwintens-Lennik                      | Ilingenstraat 81                                   | 50° 47′ 45″ nord, 4° 09′ 39″ est | 39972               | Téléverser                                   |
| (nl) Saffelbergkapel                         | Oui                   |                                  | Sint-Kwintens-Lennik                      | Saffelbergstraat                                   | 50° 48′ 22″ nord, 4° 08′ 01″ est | 39973               | Téléverser                                   |
| Chapelle Notre-Dame (Onze-Lieve-Vrouwekapel) | Oui                   |                                  | Sint-Kwintens-Lennik                      | Saffelbergstraat                                   | 50° 48′ 10″ nord, 4° 07′ 55″ est | 39974               | Téléverser                                   |
| (nl) Gesloten hoevetje                       |                       |                                  | Sint-Kwintens-Lennik                      | Nellekenstraat 20                                  | 50° 49′ 11″ nord, 4° 07′ 55″ est | 39976               | Téléverser                                   |
| (nl) Hoeve                                   |                       |                                  | Sint-Kwintens-Lennik                      | Nellekenstraat 62                                  | 50° 49′ 19″ nord, 4° 07′ 55″ est | 39977               | Téléverser                                   |
| (nl) Hoevetje                                |                       |                                  | Sint-Kwintens-Lennik                      | Nellekenstraat 84                                  | 50° 49′ 25″ nord, 4° 07′ 50″ est | 39978               | Téléverser                                   |
| (nl) Boerenhuis                              |                       |                                  | Sint-Kwintens-Lennik                      | Nellekenstraat 85                                  | 50° 49′ 27″ nord, 4° 07′ 52″ est | 39979               | Téléverser                                   |
| (nl) Lemen aanhorigheid                      |                       |                                  | Sint-Kwintens-Lennik                      | Tuitenbergstraat 18                                | 50° 49′ 35″ nord, 4° 07′ 40″ est | 39980               | Téléverser                                   |
| (nl) Hoevegebouwen                           |                       |                                  | Sint-Kwintens-Lennik                      | Grote Vijverselenweg 4                             | 50° 47′ 55″ nord, 4° 10′ 31″ est | 39983               | Téléverser                                   |
| (nl) Semi-gesloten hoeve                     |                       |                                  | Sint-Kwintens-Lennik                      | Grote Vijverselenweg 12                            | 50° 47′ 58″ nord, 4° 10′ 26″ est | 39984               | Téléverser                                   |
| (nl) Semi-gesloten hoeve                     |                       |                                  | Lennik-Saint-Quentin                      | Grote Vijverselenweg 33                            | 50° 48′ 11″ nord, 4° 10′ 31″ est | 39985               | Téléverser                                   |
| Église Saint-Martin de Lennik-Saint-Martin   | Oui                   |                                  | Lennik-Saint-Martin (Sint-Martens-Lennik) | Dorp                                               | 50° 48′ 44″ nord, 4° 10′ 01″ est | 39986               | Église Saint-Martin de Lennik-Saint-Martin   |
| (nl) Onze-Lieve-Vrouwekapel                  |                       |                                  | Lennik-Saint-Martin                       | Brusselsestraat                                    | 50° 48′ 48″ nord, 4° 10′ 36″ est | 39987               | Téléverser                                   |
| (nl) Waterhof of Hof te Bossuit              |                       |                                  | Sint-Martens-Lennik                       | Bossuitstraat 150                                  | 50° 49′ 10″ nord, 4° 11′ 00″ est | 39988               | Téléverser                                   |
| (nl) Semi-gesloten hoeve                     |                       |                                  | Sint-Martens-Lennik                       | Rue de Bruxelles 24 (Brusselsestraat 24)           | 50° 48′ 43″ nord, 4° 10′ 08″ est | 39989               | Téléverser                                   |
| (nl) Hoevegebouwen                           |                       |                                  | Sint-Martens-Lennik                       | Brusselsestraat 28                                 | 50° 48′ 44″ nord, 4° 10′ 11″ est | 39990               | Téléverser                                   |
| (nl) Hoevegebouwen                           |                       |                                  | Sint-Martens-Lennik                       | Brusselsestraat 30                                 | 50° 48′ 44″ nord, 4° 10′ 11″ est | 39990               | Téléverser                                   |
| (nl) Boerenburgerhuis                        |                       |                                  | Sint-Martens-Lennik                       | Brusselsestraat 46                                 | 50° 48′ 45″ nord, 4° 10′ 17″ est | 39991               | Téléverser                                   |
| (nl) Boerenburgerhuis                        |                       |                                  | Sint-Martens-Lennik                       | Brusselsestraat 48                                 | 50° 48′ 45″ nord, 4° 10′ 17″ est | 39991               | Téléverser                                   |
| (nl) Boerenburgerhuis                        |                       |                                  | Sint-Martens-Lennik                       | Brusselsestraat 103                                | 50° 48′ 45″ nord, 4° 11′ 15″ est | 39992               | Téléverser                                   |
| (nl) Vierkanthoeve                           |                       |                                  | Sint-Martens-Lennik                       | Ninoofsesteenweg 145                               | 50° 50′ 05″ nord, 4° 08′ 23″ est | 39994               | Téléverser                                   |
| (nl) Hof Sergoris, U-vormige hoeve           |                       |                                  | Sint-Martens-Lennik                       | Schapenstraat 98                                   | 50° 49′ 11″ nord, 4° 10′ 01″ est | 39995               | Téléverser                                   |
| (nl) Gesloten hoeve                          |                       |                                  | Sint-Martens-Lennik                       | Kattestraat 19                                     | 50° 50′ 03″ nord, 4° 09′ 28″ est | 40000               | Téléverser                                   |
| (nl) Gesloten hoeve                          |                       |                                  | Sint-Martens-Lennik                       | Rue des Chevaux 2 (Paardenstraat 2)                | 50° 49′ 10″ nord, 4° 12′ 00″ est | 40001               | Téléverser                                   |
| (nl) Woning van Maurice Roelants             | Oui                   |                                  | Sint-Martens-Lennik                       | Oude Brusselsestraat 15                            | 50° 49′ 40″ nord, 4° 09′ 50″ est | 40009               | Téléverser                                   |
| (nl) Semi-gesloten hoeve                     |                       |                                  | Sint-Martens-Lennik                       | Trontingen 56                                      | 50° 48′ 17″ nord, 4° 10′ 46″ est | 40010               | Téléverser                                   |
| (nl) Pastorie                                | Oui                   |                                  | Gaasbeek                                  | Donkerstraat 21                                    | 50° 48′ 01″ nord, 4° 11′ 25″ est | 81822               | Téléverser                                   |